# 马来亚联合邦宪法
《马来亚联合邦宪法》（英語：Constitution of the Federation of Malaya；简称：「马来亚宪法」）是马来亚联合邦的宪法和最高法律。该宪法由詹姆士·里德所领导的里德委员会于1956年6月开始起草、1957年6月获英国国会通过、1957年8月15日获英属马来亚联合邦立法会通过、部分条款于1957年8月29日生效，并于1957年8月31日马来亚联合邦从大英帝国独立当天正式完全生效。
《马来亚联合邦宪法》全文共有12个章节，主要重点包括将联邦政府权力分成三个部分，即立法、行政和司法，三权之间皆受到的唯一制约是联邦宪法确立的相互制衡。三权分立制在联邦及全国11州都一样，以贯彻作为治国基础的联邦概念。此外，宪法也同时明定人民自由权利的保障、伊斯兰教作为联邦官方宗教但同时保障宗教信仰自由、英国枢密院对马来亚联合邦的民事案、刑事案和宪法有关案件的终审权，以及马来人的特殊待遇地位等。
1963年9月16日，马来亚联合邦、北婆罗洲（今沙巴）、砂拉越和新加坡依据马来西亚协定共组马来西亚联邦，《马来亚联合邦宪法》因而被《马来西亚联邦宪法》取代。

## 制宪历史
1956年1月18日至2月6日，英国政府在英国伦敦举办《马来亚联合邦宪法》的起草事宜讨论会议。由马来统治者的四名代表、联合邦首席部长（东姑阿都拉曼）、三名部长、英国驻马来亚高级专员及其顾问所组成的马来亚联合邦代表团出席了这个制宪事宜会议。
1956年3月，英属马来亚联合邦政府成立了一个里德委员会负责制定《马来亚联合邦宪法》，以实现完全自治和独立的马来亚联合邦。1956年6月至1956年10月期间，里德委员会共举行了118次有关宪法内容起草事宜的会议，并收到了来自不同个人和组织的131份有关宪法制定的建议备忘录，其中包括联盟党和马来统治者会议的提案。
1957年2月21日，里德委员会将他们的《马来亚联合邦宪法》草案提交到工作委员会进行审查。英国国会于1957年6月通过了新的《马来亚联合邦宪法》。随后该宪法草案于1957年8月15日提交到马来亚联合邦立法会辩论并通过。新宪法于1957年8月27日，在马来亚从英国独立前3天就正式生效。

## 宪法内容
篇章
- 第一篇：联邦之州属、宗教与法律（第1—4条）
- 第二篇：基本自由（第5—13条）
- 第三篇：公民权（第14—31条）
  - 第一章：公民权之获得（第14—22条）
  - 第二章：公民权之终止（第23—28条）
  - 第三章：附则（第29—31条）
- 第四篇：联邦（第32—69条）
  - 第一章：国家元首（第32—37条）
  - 第二章：统治者会议（第38条）
  - 第三章：行政机构（第39—43C条）
  - 第四章：立法机构（第44—65条）
  - 第五章：立法程序（第66—68条）
  - 第六章：关于财产、合约及诉讼的权力（第69条）
- 第五篇：州（第70—72条）
- 第六篇：联邦与州关系（第73—95条）
  - 第一章：立法分权（第73—79条）
  - 第二章：行政分权（第80—81条）
  - 第三章：财务分担（第82条）
  - 第四章：土地（第83—91条）
  - 第五章：国家发展（第92条）
  - 第六章：联邦对州属之勘查、建议与检察（第93—95条）
- 第七篇：财务条文（第96—112条）
- 第八篇：选举（第113—120条）
- 第九篇：司法机构（第121—131条）
- 第十篇：公共服务（第132—148条）
- 第十一篇：反颠覆之特别权力及紧急权力（第149—151条）
- 第十二篇：通则和杂项（第152—161条）
- 第十三篇：临时和过渡条文（第162—180条）
- 第十四篇：统治者的保留权利（第181条）

附件
- 附件一：登记或入籍申请者之宣誓
- 附件二：公民权相关的附加条款
- 附件三：最高元首及副最高元首推选
- 附件四：最高元首及副最高元首之就职宣誓
- 附件五：统治者会议
- 附件六：誓言与承诺书格式
- 附件七：上议院议员推选及卸任
- 附件八：州宪法条款制备
- 附件九：立法事务表
- 附件十：各州的拨款和收入来源分配
- 附件十一：1948年释义与通则条例（1948年马来亚联邦第7号条例）适用于宪法释义的规定
- 附件十二：1948年马来亚联合邦条约适用于独立日后立法会的规定